# Have It All (álbum de A.J. McLean)
Have It All es el álbum debut del cantante estadounidense A.J. McLean de los Backstreet Boys. El 20 de enero se lanzó el disco en Japón.
El álbum es el primer disco solista para McLean. McLean prometió a sus fanes que dirá sobre el vídeo de su primer sencillo 'Teenage Wildlife'.
'Wade Robson hizo el vídeo. También le hizo una coreografía,' McLean le dijo a MTV News. 'Es su debut cómo director, así que será grandioso'. La canción llamada 'Teenage Wildlife' fue escrita por JC Chasez, exintegrante de 'N Sync.
Para el álbum, McLean trabajó con un número de personas cómo Ryan Tedder, quién trabajó con los Backstreet Boys en su último lanzamiento, This Is Us.
"Es cómo un tipo de rock y funk con un poco de baile," dijo McLean por su debut. "Estoy muy orgulloso del disco. He estado trabajando en él por casi cinco años. Será un gran, gran disco."

## Listado de canciones
| N.º | Título                       | Escritor(es)                                         | Productor(s)               | Duración |  |
| 1.  | «Teenage Wildlife»           | JC Chasez, Jimmy Harry, Simon Wilcox                 | JC Chasez, Jimmy Harry     | 3:16     |  |
| 2.  | «Have It All»                | A.J. McLean, Kristian Lundin, Carl Falk              | Kristian Lundin, Carl Falk | 3:24     |  |
| 3.  | «London»                     | A.J. McLean, Kristian Lundin, Carl Falk              | Kristian Lundin, Carl Falk | 3:15     |  |
| 4.  | «Gorgeous»                   | A.J. McLean, Kristian Lundin                         | Kristian Lundin            | 3:28     |  |
| 5.  | «What If»                    | A.J. McLean, Kristian Lundin                         | Kristian Lundin            | 3:53     |  |
| 6.  | «Drive By Love»              | A.J. McLean, Kristian Lundin, Carl Falk              | Kristian Lundin, Carl Falk | 3:24     |  |
| 7.  | «Love Crazy»                 | A.J. McLean, JC Chasez, David Maurice                | David Maurice, JC Chasez   | 3:58     |  |
| 8.  | «Sincerely Yours»            | A.J. McLean, Dan Muckala, Lindy Robbins              | Dan Muckala                | 3:38     |  |
| 9.  | «I Quit»                     | A.J. McLean, Ben Glover, Dan Muckala                 | Dan Muckala                | 2:48     |  |
| 10. | «I Hate It When You're Gone» | A.J. McLean, Dan Muckala, Regie Hamm, Chuck Butler   | Dan Muckala                | 3:24     |  |
| 11. | «What It Do»                 | A.J. McLean, Mark Hudson                             | Mark Hudson                | 4:06     |  |
| 12. | «Mr. A - Bonustrack Japonés» | A.J. McLean, Kristian Lundin, Carl Falk, Rami Yacoub | Kristian Lundin, Carl Falk | 3:02     |  |